# Pinus teocote
El ocote o teocote (Pinus teocote) es una especie de árbol perteneciente a la familia de las pináceas. Es originario y endémico de México aunque se distribuye en varios estados del país. Habita entre los 1000 y los 3000 metros de altitud. Su madera se ha empleado localmente para postes y leña.

## Descripción
Es de verdad un árbol perennifolio que alcanza un tamaño de 10 a 20 metros de altura, con una cobertura de 12 a 14 y 0.65 m de diámetro. La corteza es fisurada de color café grisáceo: Las hojas de 10 a 15 cm y en fascículos de tres, rígidas de color verde oscuro y brillante, la base de cada fascículo presenta una “vaina” envolvente. Flores de color amarillo pálido.  Los frutos son conos ovoides de 3.5 a 6.5 cm de largo, café claro y café rojizo. De manera natural su follaje tiende a ser redondeado, pero en cultivo adquiere diferentes formas.

## Requerimientos ecológicos
Se desarrolla bien en climas templados, pero también en climas semiáridos.  Pueden crecer en suelos profundos, con materia orgánica, pero también en suelos pedregosos.

## Principales usos
Su madera se usa en la construcción y como materia prima en la elaboración de papel y “celulosa”. En la zona rural, la madera llamada ocote, se utiliza para prender fogatas o encender carbón.
Agroforestal: Se utiliza para reforestación. Contribuye a la formación de suelo con gran cantidad de hojarasca.
Industrial: Se extrae su resina para diversas aplicaciones industriales.

## Taxonomía
Pinus teocote fue descrita por Schiede ex Schltdl. & Cham.  y publicado en Linneana 5: 76. 1830.
Etimología
Pinus: nombre genérico dado en latín al pino.
teocote: epíteto
Sinonimia
- Pinus besseriana Roezl
- Pinus calocote Roezl ex Gordon
- Pinus galocote Roezl ex Gordon
- Pinus hugelii Roezl ex Carrière
- Pinus interposita Roezl ex Gordon
- Pinus kegelii Roezl ex Gordon
- Pinus microcarpa Roezl
- Pinus mulleriana Roezl
- Pinus otteana Roezl
- Pinus patula var. stricta Benth. ex Endl.
- Pinus tumida Roezl ex Gordon
- Pinus vilmoriniana Roezl
- Pinus vilmoriniana var. besseriana (Roezl) Carrière[6][7]